# Commission Junction
Commission Junction är världens största[källa behövs] affiliatenätverk och tillhör koncernen Valueclick där bland annat även Pricerunner ingår. Commission Junction har kontor i Frankrike, Tyskland, England samt ett svenskt kontor i Stockholm.